# Oocystis
Oocystis, rod zelenih algi iz porodice Oocystaceae, dio reda Chlorellales. Postoji četrdesetak priznatih vrsta. Opisana je 1855. godine

## Vrste
1. Oocystis apiculata West
2. Oocystis apicurvata G.J.P.Ramos, C.E.M.Bicudo & C.W.N.Moura
3. Oocystis arctica Prescott
4. Oocystis austriaca Hindák
5. Oocystis biplacata (Skuja) Hindák
6. Oocystis bispora Komárek
7. Oocystis borgei J.W.Snow
8. Oocystis brevispina H.Silva
9. Oocystis chodati Playfair
10. Oocystis cingulatus Hortobagyi & Németh
11. Oocystis compacta V.N. Baturina
12. Oocystis composita A.I.Proschkina-Lavrenko
13. Oocystis elegans Gonzalves & K.R.Mehra
14. Oocystis elliptica West
15. Oocystis geminata Nägeli ex A.Braun
16. Oocystis hunanensis C.-C.Jao
17. Oocystis irregularis (Petkoff) Printz
18. Oocystis kolhapurensis N.D.Kamat
19. Oocystis kumaoensis K.P.Singh
20. Oocystis lacustris Chodat
21. Oocystis macrospora (W.B.Turner) Brunnthaler
22. Oocystis maharastrensis N.D.Kamat
23. Oocystis mammillata W.B.Turner
24. Oocystis marina L.Moewus
25. Oocystis marssonii Lemmermann
26. Oocystis minuta Guillard, Bold & MacEntee
27. Oocystis naegelii A.Braun - tipična
28. Oocystis natans (Lemmermann) Lemmermann
29. Oocystis nodulosa West & G.S.West
30. Oocystis novae-semliae Wille
31. Oocystis obtusa Hortobágyi & Németh
32. Oocystis panduriformis West & G.S.West
33. Oocystis parva West & G.S.West
34. Oocystis pelagica Lemmermann
35. Oocystis polymorpha Groover & Bold
36. Oocystis pusilla Hansgirg
37. Oocystis pyriformis Prescott
38. Oocystis rhomboidea Fott
39. Oocystis rifeum P.González
40. Oocystis rupestris Kirchner
41. Oocystis socialis Ostenfeldt
42. Oocystis sphaerica Meunier
43. Oocystis sphaerica W.B.Turner
44. Oocystis striata P.González
45. Oocystis subhexagona Playfair
46. Oocystis submarina Lagerheim
47. Oocystis tainoensis Komárek